# 20e groupe de reconnaissance de corps d'armée
Le 20e groupe de reconnaissance de corps d'armée (20e GRCA) est une unité de l'armée française créée en 1939 ayant participé à la Seconde Guerre mondiale.

## Historique
Le 20e groupe de reconnaissance de corps d'armée est créé le 1er septembre 1939 dans la région du Léman par le 9e régiment de cuirassiers et le centre mobilisateur de cavalerie no 14. Rattaché au 14e corps d'armée attaché à l'armée des alpes, il patrouille le long de la frontière suisse. Puis, il stationne dans la région du Léman où il organise la défense du sous secteur du Chablais. Le 18 juin, il se replie de peur d'être encerclé.
À partir du 20 juin, le GRCA 20 passe sous les ordres du général Pagézy, les éléments motorisés et hippomobiles combattent séparément. Ils ont pour mission d'interdire la haute vallée de la Loire aux Allemands pour protéger l'armée des Alpes. Les éléments hippomobiles rentrent dans le sous-groupement du Vivarais qui défend Bourg-Argental (Loire) puis se replie en Haute-Loire.
Faisant route sur Saint Étienne, les 250 véhicules de la Leibstandarte Waffen SS Adolf Hitler, a été bloquée le 23 Juin 1940 , sur la route bleue (actuellement la D1082) au  Nord de La Fouillouse par des barricades construites et tenues au niveau des Perrotins par le GEM du GRCA 20 renforcé par les chars R 40 du Groupe Franc Blindé Ziégler qui a engagé successivement 6, 12, enfin 9 chars. Un char français R40 a été mis hors de combat, 1 canon antichar et 2 automitrailleuses allemands  l’ont été également.
Il se replie et combat à Saint Symphorien.
Le 20e GRCA est dissout le 31 août 1940, ses éléments rentrant dans la composition du 11e régiment de cuirassiers.

## Ordre de bataille
- Commandement : colonel Rimaud puis colonel Cottin à partir du 1er janvier 1940[1]
  - Adjoint : capitaine Mehu puis capitaine de Thierrens à partir de janvier 1940[1]
- Escadron Hors Rang : capitaine Delaporte[1]
- Groupe d'escadrons hippomobiles : chef d’escadrons Damel[1]
  - 1er escadron : capitaine Jobin puis capitaine Calvel à partir de janvier 1940[1]
  - 2e escadron: capitaine Brechotteau[1]
- Groupe d'escadrons motorisés : chef d’escadrons Mortureux puis chef d’escadrons de Verneuil à partir de janvier 1940[1]
  - 3e escadron motorisé : capitaine Jacquier[1]
  - 4e escadron de mitrailleuses et canons de 25 : capitaine de Passorio[1]